# Caesalpinia caudata
Caesalpinia caudata là một loài thực vật có hoa trong họ Đậu. Loài này được (A.Gray) Fisher miêu tả khoa học đầu tiên.